# Simon Le Bon
Simon John Charles Le Bon (Bushey, Hertfordshire, 27 de octubre de 1958) es un vocalista y compositor británico, más conocido por ser el vocalista de la exitosa banda de rock Duran Duran.

## Biografía

### Inicios
Le Bon fue parte del grupo coral de su ciudad desde pequeño, pero también tomó cursos de teatro. Asistió al Pinner County Grammar School, la misma escuela donde Elton John estudió algunos años antes. Apareció algunas veces en comerciales de televisión y en diversas producciones de teatro. Trabajó en un Kibutz israelita -una explotación agrícola colectivista al estilo de los koljoses soviéticos- en el desierto del Negev en Israel en el año 1978. Posteriormente, regresó a Inglaterra para asistir a la escuela de teatro de la Universidad de Birmingham, antes de iniciar su carrera musical.

### Duran Duran
Duran Duran fue fundada por dos amigos de la infancia, John Taylor y Nick Rhodes; conjuntamente con el cantante/compositor Stephen Duffy en 1978. Pero un año después, Duffy dejó la banda, pensando que no llegarían a ningún lado. Desde entonces, Duran Duran pasó por una serie de cambios de formación, establecieron un guitarrista y un baterista que construyeron un sonido poderoso Pop, con mezclas de Disco, Funk y Música Electrónica, fundamentado en una sección de ritmo de Rock sólido. Todo lo que precisaban era un cantante carismático con una voz distinta.
La entonces novia de Le Bon, Fiona Kemp (una camarera del bar nocturno Rum Runner, donde Duran Duran estaba ensayando), lo presentó a la banda en mayo de 1980, recomendándolo como un vocalista potencial. Le Bon apareció en la audición usando pantalones de leopardo rosa y llevando consigo un cuaderno de anotaciones con poesías escritas por él. Algunas de ellas se convertirían en temas de los dos primeros álbumes de Duran Duran. Después de escuchar las canciones que la banda tenía compuestas, Simon pensó que tenían una buena combinación. Le Bon concordó en intentar exponer Duran Duran en el verano; en seis semanas, la banda ya estaba tocando entre Birmingham y Londres, en un tour nacional apoyado por Hazel O'Connor, y llegó a un acuerdo de grabación con EMI en diciembre. A partir de aquel momento, Le Bon nunca más continuó su carrera como actor.
En 1981, fue lanzado el primer álbum de la banda, Duran Duran, y rápidamente eran famosos por hacer parte del movimiento New Romantic. Tres álbumes sucedieron después de Duran Duran: Río (1982), Seven and the Ragged Tiger (1983) y el disco en vivo Arena (1984). Cada álbum lanzado era acompañado de un pesado desarrollo a medida de un largo tour de conciertos. A mediados de 1984, la banda resolvió darse una relajo. El último trabajo de Duran Duran en aquel tiempo fue una aparición en el tema de caridad Do They Know It's Christmas? de Band Aid.

### Arcadia

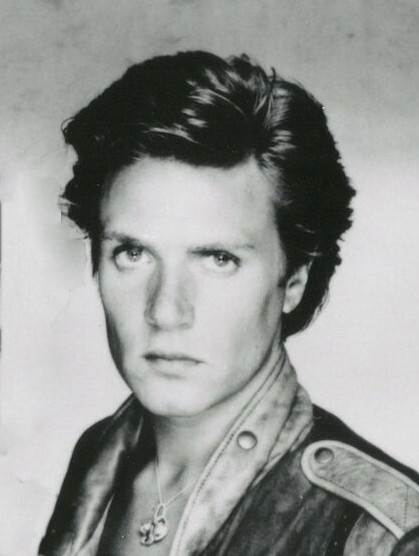
Le Bon en 1983

Le Bon formó parte de Arcadia, (grupo formado mientras que Duran Duran descansaba) que tomó un cariz un tanto gótico no solamente en la estética sino también en lo musical. Luego de ese espacio se reintegra a la alineación un tanto menguada de Duran Duran (Andy Taylor se retira y Roger Taylor lo había hecho luego del lanzamiento del disco de Arcadia), dejando el quinteto en trío. Continua su carrera con lanzamientos como "Notorious", y "Big Thing" y en el 90 graban Liberty, que le da un nuevo aire al grupo. Actualmente continúa liderando a la agrupación, que ha publicado más de veinte álbumes, entre discos de estudio, en vivo y compilados.

## Vida personal
A principios de la década de 1980, Simon Le Bon estaba comprometido con su entonces novia de mucho tiempo, la modelo convertida en actriz Claire Stansfield. Mientras todavía estaba con Stansfield, Le Bon cortejó a la joven modelo Yasmin Parvaneh. Él había visto su rostro en una revista y llamó a su agencia de moda para declarársele. Se casaron el 27 de diciembre de 1985, y Yasmin Le Bon comenzó una muy longeva carrera como supermodelo, la cual duró más de veinte años. Después de sufrir dos abortos espontáneos, la pareja tuvo tres hijas: Amber Rose Tamara (agosto de 1989), Saffron Sahara (septiembre de 1991) y Tallulah Pine (septiembre de 1994).
En 2009 Le Bon (que se describe a sí mismo como un "agnóstico preocupado") contribuyó con un ensayo al libro The Atheist's Guide to Christmas (Guía navideña para el ateo), editado por Ariane Sherine. En 2014, se convirtió en un distinguido defensor de la Asociación Humanista Británica.